# Fini (Kouka)
Pour les articles homonymes, voir Fini.
Fini est une commune située dans le département de Kouka de la province des Banwa au Burkina Faso.

## Éducation et santé
La commune accueille un dispensaire de soins.